# فرگشت گاودریایی‌سانان

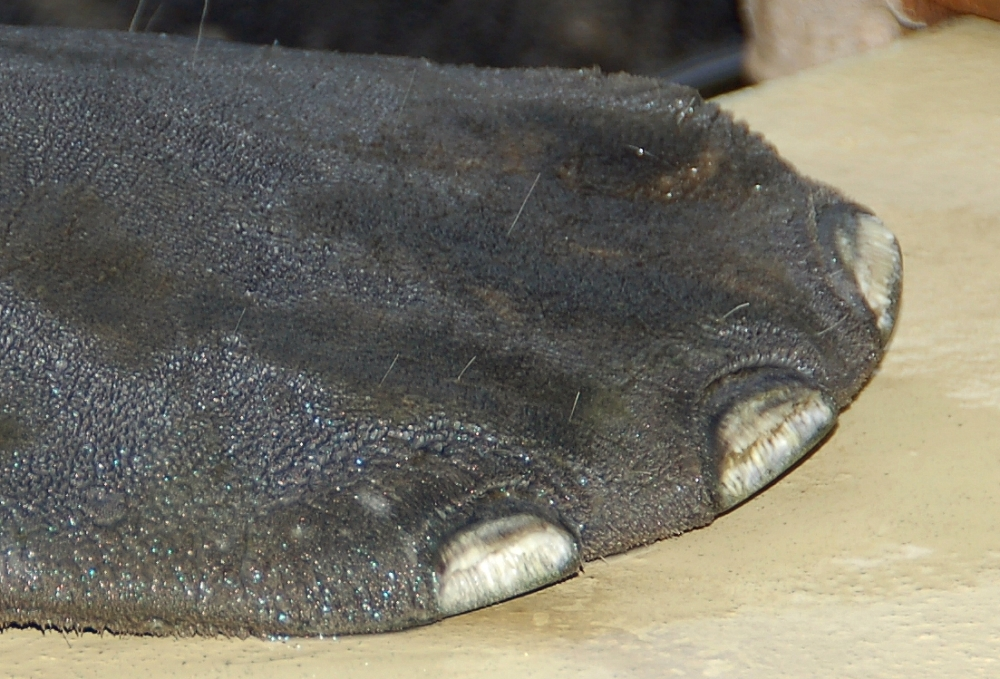
پای گاو دریایی. اعتقاد بر این است که گاو دریایی نسب مشترکی با فیل‌ها دارند.

گاودریایی‌سانان (به لاتین: Sirenia) راسته پستانداران جفت‌داری هستند دربر گیرندهٔ «گاوهای دریایی» نوین (گاوهای دریایی و فیل دریایی) و خویشاوندان منقرض‌شده آنها است. آنها تنها پستانداران دریایی گیاه‌خوار موجود و تنها گروهی از پستانداران گیاهخوار هستند که کاملاً آبزی شده‌اند. تصور می‌شود که گاودریایی‌ها پیشینهٔ فسیلی ۵۰ میلیون‌ساله دارند (آغاز ائوسن-اکنون). آنها در طول الیگوسن و میوسن به تنوع اندکی دست یافتند، اما از آن زمان در نتیجه سرد شدن آب و هوا، تغییرهای اقیانوس‌شناسی و دخالت انسان کاهش یافته‌اند. دو سرده و چهار گونه موجود است: گاو دریایی (Trichechus) که شامل سه گونه گاو دریایی است که در امتداد سواحل اقیانوس اطلس و در رودخانه‌ها و سواحل قاره آمریکا و غرب آفریقا زندگی می‌کنند و فیل دریایی (Dugong) که در اقیانوس هند و اقیانوس آرام یافت می‌شود.